# Cheiracanthium sansibaricum
Cheiracanthium sansibaricum là một loài nhện trong họ Miturgidae.
Loài này thuộc chi Cheiracanthium. Cheiracanthium sansibaricum được Embrik Strand miêu tả năm 1907.